# Frédéric de Coninck
Frédéric de Coninck est un négociant et armateur, né le 2 décembre 1740 à La Haye et mort 4 septembre 1811 à Dronninggård (en).

## Biographie
Issu d'une famille d'origine huguenote, Frédéric de Coninck est le fils du négociant Jean de Coninck (1692-1774) et le petit-fils de Paul de Rapin de Thoyras. Il est le frère de Jean de Coninck (en) (1744–1807).
Il débute dans une maison de commerce anglaise d'Amsterdam. En 1763, il s'installe à Copenhague pour créer une société de commerce extérieur et de navigation. Il devient l'un des plus grands armateurs du Danemark, avec une flotte de 64 navires. Il devient directeur de la Compagnie des Indes orientales et du Magasin général du royaume du Danemark, ainsi que conseiller d'État. Il acquiert une fortune considérable dans son commerce avec les Indes jusqu'au bombardement de Copenhague par la flotte anglaise en septembre 1807, qui lui cause un préjudice considérable. 
En 1806, il acquiert la Royal Danish Silk Manufactury (en) avec Charles August Selby (en), son frère Jean et son gendre William Duntzfelt (en). 
S'il profite de la neutralité du Danemark pendant les guerres napoléoniennes pour développer son commerce, sa société connait des difficultés pendant et après les guerres anglaises et doit fermer en 1822.
En 1797, il fait construit sa résidence De Coninck House (en) à Copenhague. Dans les années 1780, il acquiert le vaste domaine Dronninggård (en) à Holte et engage l'architecte Andreas Kirkerup (en) pour concevoir un manoir dans lequel il meurt en 1811. 
Il épouse Marie de Joncourt, fille de Louis Gertrude de Joncourt, bibliothécaire du prince d'Orange, et de Rachel Madeleine Dambersbosc. Son fils Louis de Coninck (da) sera officier de marine ; sa fille Marie Henriette de Coninck épouse le négociant danois William Duntzfelt (en) ; sa fille Louise de Coninck épouse Jean Monod.

## Navires
- Hussaren (en)